# Atletismo nos Jogos Pan-Americanos de 1991 - Lançamento de dardo feminino
A prova do lançamento de dardo feminino nos Jogos Pan-Americanos de 1991 foi realizada em 11 de agosto em Havana, Cuba.

## Medalhistas
| Ouro                  | Prata                           | Bronze                  |
| Dulce García CUB Cuba | Donna Mayhew USA Estados Unidos | Herminia Bouza CUB Cuba |

### Final
| Posição           | Nome             | Nacionalidade      | Marca | Notas |
| ----------------- | ---------------- | ------------------ | ----- | ----- |
| Medalha de ouro   | Dulce García     | CUB Cuba           | 64.78 |       |
| Medalha de prata  | Donna Mayhew     | USA Estados Unidos | 58.44 |       |
| Medalha de bronze | Herminia Bouza   | CUB Cuba           | 56.70 |       |
| 4                 | Laverne Eve      | BAH Bahamas        | 56.38 |       |
| 5                 | Marilyn Senz     | USA Estados Unidos | 53.24 |       |
| 6                 | Cheryl Coker     | CAN Canadá         | 53.08 |       |
| 7                 | Sueli dos Santos | BRA Brasil         | 50.66 |       |
| 8                 | Marieta Riera    | VEN Venezuela      | 50.04 |       |